# Asesinato de Victoria Martens
Victoria Michelle Martens (23 de agosto de 2006 - 24 de agosto de 2016) era una niña estadounidense de 10 años que fue asesinada por su madre, un amigo de esta y su prima en Nuevo México el 24 de agosto de 2016. Victoria había cumplido años el día antes del asesinato. Se le celebró un funeral público en octubre de 2016. La niña ha sido recordada en las redes sociales como "derecho a Victoria".

## Antecedentes
La madre de Victoria, Michelle Martens, entonces de 35 años, consumía metanfetaminas. Martens emparejó a sus hijos con hombres por sexo. Durante las violaciones, Michelle solo había visto a Victoria sufrir a su lado porque "disfrutaba viendo", como le había dicho a la policía. Así que Michelle no hizo esto por dinero. Además, tenía antecedentes penales y un problema de drogas.

## Asesinato de Victoria
Victoria murió el 24 de agosto de 2016. Michelle le había inyectado metanfetamina. La sustancia estaba destinada a calmarla. Después de eso, el novio de Michelle, Fabián Gonzales, había violado a la niña mientras Michelle sostenía su mano en la boca de la niña. Victoria también fue estrangulada y apuñalada por la prima de Gonzales, Jessica Kelley. Finalmente, Gonzales y Kelley cortaron el cuerpo de Victoria y le prendieron fuego en la bañera. El cuerpo aún ardía cuando llegó la policía.
El brutal asesinato fue revelado cuando Michelle y Gonzales llamaron a las puertas de sus vecinos por la noche. Ambos estaban cubiertos de sangre. Los tres autores fueron arrestados bajo sospecha de asesinato.